# Lepidium latipes
Lepidium latipes är en korsblommig växtart som beskrevs av William Jackson Hooker. Lepidium latipes ingår i släktet krassingar, och familjen korsblommiga växter. Inga underarter finns listade i Catalogue of Life.